# Tatár György (filozófus)
Tatár György (Salgótarján, 1947. augusztus 17. – Svájc, 2025. augusztus 11.) zsidó származású magyar filozófus, esszéista, publicista, az ELTE Bölcsészettudományi Kar Általános Filozófia Tanszékének címzetes egyetemi tanára. Egyaránt szakterülete volt a vallásfilozófia és Friedrich Nietzsche filozófiája. Mélyrehatóan foglalkozott a zsidóság helyzetével, problémáival, történetével.

## Díjai, kitüntetései
- 1985 Maxwell-díj
- 1989 A filozófiatudományok kandidátusa
- 1990 Örley-díj
- 2005 Scheiber-díj

## Megjelent művei
- Friedrich Nietzsche: Ifjúkori görög tárgyú írások (válogatta, utószó) 1988
- Az öröklét gyűrűje. Nietzsche és az örök visszatérés gondolata 1989. Akadémiai
- Pompeji és Titanic, Atlantisz Könyvkiadó, Budapest, 1993 (Kísértések), ISBN 9637978348
- Izrael – Tájkép csata közben Kalligram, 2000. ISBN 978-80-8101-178-8
- Az öröklét gyűrűje. Nietzsche és az örök visszatérés gondolata; 2. jav. kiad.; Osiris, Bp., 2000 (Horror metaphysicae)
- A nagyon távoli város. Vallásfilozófiai írások és viták, Atlantisz Könyvkiadó, Budapest, 2003 (Kísértések), ISBN 9639165700
- Izrael - Tájkép csata közben (második, bővített kiadás 2009, Kalligram) ISBN 9788081011788
- Egy gyűrű mind fölött; Akadémiai, Bp., 2009 (Participatio) ISBN 9789630587068
- A "másik oldal". Kabbalista esszék; Pesti Kalligram, Bp., 2014
- Zohár a Teremtés könyvéről; ford., előszó, jegyz. Uri Asaf, tan. Tatár György; Atlantisz Könyvkiadó, Budapest, 2014 (A kútnál), ISBN 9789639777347

## Műfordítások
- Max Weber: A protestáns etika és a kapitalizmus szelleme. Vallásszociológiai írások [másokkal], 1982
- Thomas Münzer: A Gideon kardjával; vál., ford., jegyz., utószó Tatár György; Helikon–Európa, Bp., 1982
- Ferdinand Tönnies: Közösség és társadalom [Berényi Gáborral], 1983
- Kerényi Károlyː Halhatatlanság és Apollón-vallás. Ókortudományi tanulmányok, 1918–1943; vál., sajtó alá rend. Komoróczy Géza és Szilágyi János György, ford. Kövendi Dénes, Szerb Antal, Tatár György; Magvető, Bp., 1984
- Kerényi Károly: Hermés, a lélekvezető. Az élet férfi eredetének mitologémája, 1984
- Friedrich Nietzsche: A történelem hasznáról és káráról, 1989
- Franz Rosenzweig: Nem hang és füst. Válogatott írások, 1990
- F. Nietzsche: Túl jón és rosszon [teljes, gondozott szöveg], 1995
- F. Rosenzweig: Könyvecske az egészséges és a beteg emberi értelemről, 1997
- Yosef Hayim Yerushalmi: Záchor. Zsidó történelem és zsidó emlékezet; ford. Tatár György; Osiris–ORZSE, Bp., 2000 (Osiris könyvtár. Judaica)
- Közösség és társadalom; ford. Berényi Gábor, Tatár György; 2. jav. kiad.; Gondolat, Bp., 2004 (Társadalomtudományi könyvtár)
- Jacob Guttmannː Zsidó és keresztény filozófusok a középkorban. Maimonidész elődei és hatástörténete; ford. Schmelowszky Ágoston, Tatár György; Logos, Bp., 2016 (Historia diaspora)